# ونکتچلم ۱۶۲۱۴
سیارک ۱۶۲۱۴ (به انگلیسی: 16214 Venkatachalam، نامگذاری:2000CM87) شانزده هزار و دویست و چهاردهمین سیارک کشف شده‌است که در ۴ فوریه ۲۰۰۰ کشف شد.
قدر مطلق سیارک برابر ۲۰.۴ است.